# 大衛島
66°25′S 98°46′E / 66.417°S 98.767°E
大衛島是南極洲的島嶼，位於沙克爾頓冰架，處於戴維斯半島對開海域，長16公里、寬10公里，該島嶼在1912年11月由探險隊發現，現時由南極條約體系管理。